# 豊里の杜

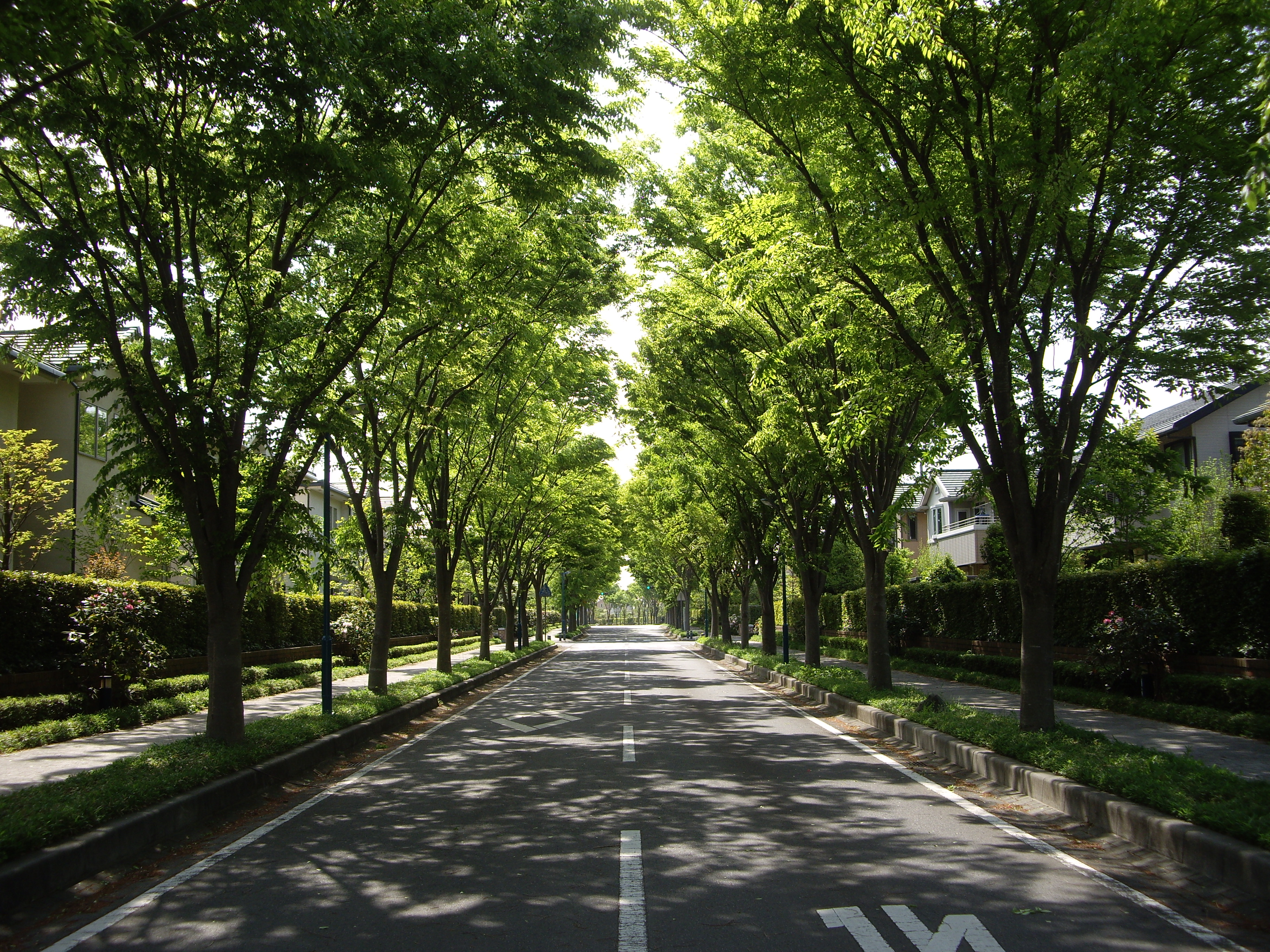
メインストリート（豊里の杜一丁目）

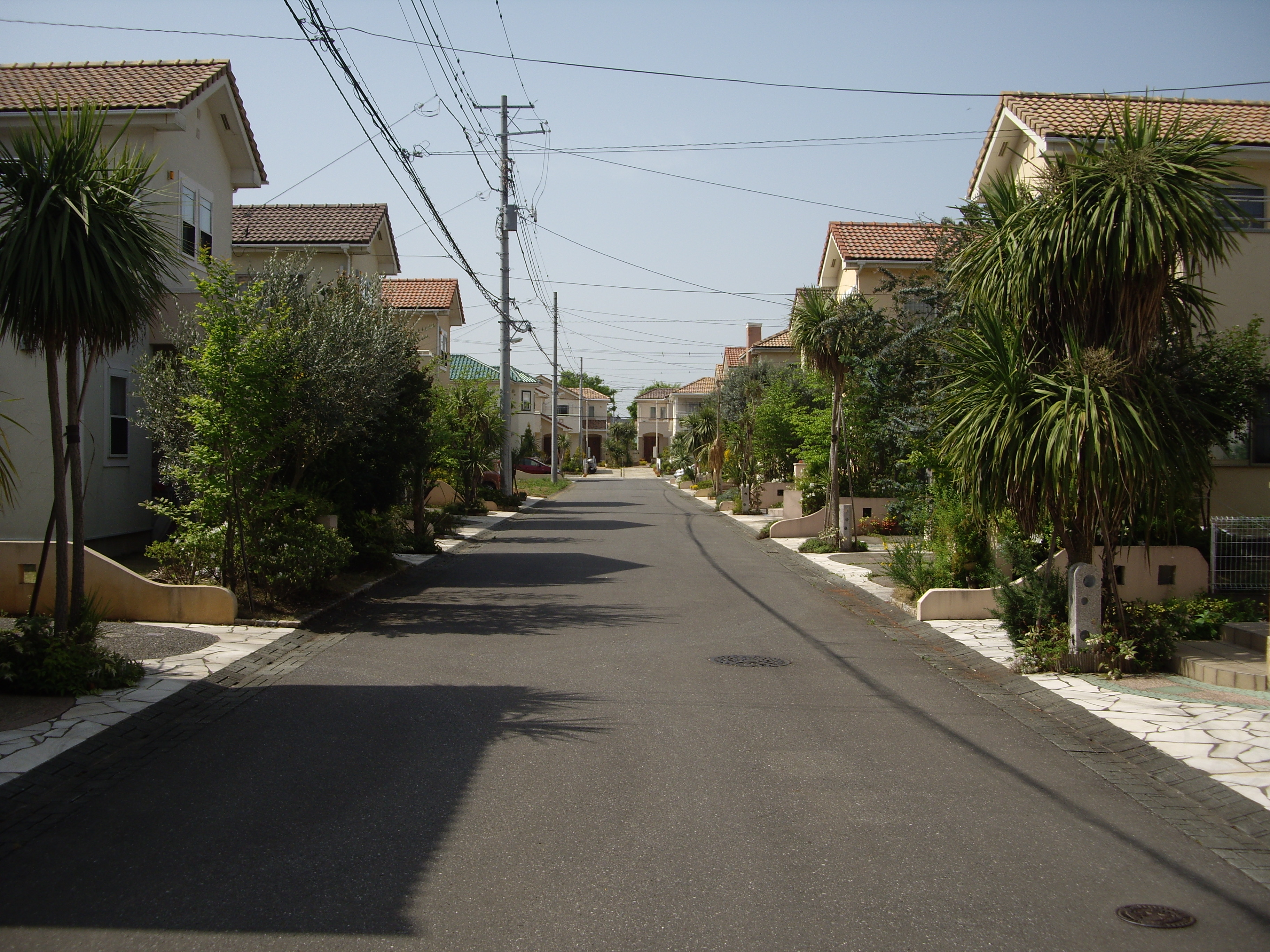
ベル・ウェスト街区（豊里の杜二丁目）

豊里の杜（とよさとのもり）は、茨城県つくば市の地名。一丁目と二丁目がある。郵便番号は300-2648。

## 地理
つくば市中部に位置し、筑波研究学園都市周辺開発地区に位置する。地域内は開発総面積319,496m2、総戸数773戸の計画住宅地「つくば豊里の杜」及び、つくば市営清水台住宅（豊里の杜二丁目11番地16）で構成されている。地域内にはビオトープを設け、中央を東西に貫くメインストリートはケヤキ並木となっている。また、地域内はラディアンピュア街区、ティアラ・スクエア街区、ビオトープ・フロント街区、サンアベニュー街区、プレステージ街区、ベル・ウェスト街区、グラチアプレミアム街区、グラチアプルミエール街区、パーク・フロント街区に分かれ外構・植栽・建物など周囲と調和した街づくりを行っている。
東・南は百家、西は野畑、北は高野と接している。

## 歴史
元は百家、高野の一部であった。1992年（平成4年）より土地の買収が進められ、1996年（平成8年）に工事を開始。以降は戸建住宅街「つくば豊里の杜」として開発が行われる。2002年（平成14年）9月には豊里の杜一丁目・二丁目となる。

### 沿革
- 2002年（平成14年）9月 つくば市大字百家、大字高野の各一部より豊里の杜一丁目・二丁目を新設。つくば市豊里の杜一丁目・二丁目となる。

### 町名の変遷
| 実施後         | 実施年月日 | 実施前（各大字ともその一部） |
| -------------- | ---------- | ---------------------------- |
| 豊里の杜一丁目 | 2002年9月  | 百家、高野                   |
| 豊里の杜二丁目 | 2002年9月  | 百家、高野                   |

## 世帯数と人口
2017年（平成29年）8月1日現在の世帯数と人口は以下の通りである。
| 丁目           | 世帯数  | 人口    |
| -------------- | ------- | ------- |
| 豊里の杜一丁目 | 306世帯 | 980人   |
| 豊里の杜二丁目 | 440世帯 | 1,401人 |
| 計             | 746世帯 | 2,381人 |

## 小・中学校の学区
市立小・中学校に通う場合、学区は以下の通りとなる。
| 丁目           | 番地 | 小学校     | 中学校     |
| -------------- | ---- | ---------- | ---------- |
| 豊里の杜一丁目 | 全域 | 沼崎小学校 | 豊里中学校 |
| 豊里の杜二丁目 | 全域 | 沼崎小学校 | 豊里中学校 |

## 交通

### バス
「豊里の杜」停留所につくバスの作岡シャトル・上郷シャトルが乗り入れる。作岡シャトルは研究学園駅行き・寺具行き、上郷シャトルはつくばセンター（つくば駅）行き・とよさと病院行きが運行されている。「豊里の杜」停留所はヨークベニマル豊里店構内の駐車場の一角に位置している。

## 施設
- 豊里の杜一丁目自治会館せらら
- 豊里の杜二丁目自治会館さくら
- せせらぎ公園
- さくら公園
- つくば市営清水台住宅
- ヨークベニマル豊里店
- ウエルシアつくば豊里店

## リンク
- つくば豊里の杜